# 어리석은 아낙네들
어리석은 아낙네들(Foolish Wives)은 미국에서 제작된 에릭 본 스트로하임 감독의 1922년 드라마 영화이다. 모드 조지 등이 주연으로 출연하였다.
2008년, 이 영화는 미국 국립영화등기부의 보존물로 선정되었다.

## 출연

### 주연
- 모드 조지

### 조연
- 매 부쉬
- 에리히 폰 슈트로하임
- 데일 풀러
- 케사르 그라비나
- 말비나 폴로